# Neuhof (Kuhfelde)
Neuhof ist ein Wohnplatz des Ortsteils Kuhfelde der Gemeinde Kuhfelde im Altmarkkreis Salzwedel in Sachsen-Anhalt, Deutschland.

## Geografie und Verkehr
Der Wohnplatz Neuhof liegt rund einen Kilometer südwestlich von Kuhfelde in der Altmark. Östlich davon verläuft die Bundesstraße 248, die zur etwa neun Kilometer entfernten Kreisstadt Salzwedel führt.

## Geschichte
Johann Friedrich Danneil schrieb im Jahre 1843 sehr vage: „in einer Güter-Nachweisung des Klosters Dambeck kommt auch vor: dat wüste Dorf Cernitz, de nige Hof tho Cernitz bi Keuelde beleghen.“ Der Historiker Peter Rohrlach ist der Meinung, dass diese Angabe, die Wilhelm Zahn übernommen hatte, nicht zu belegen ist. Danneil schlussfolgert: „Der neue Hof (Vorwerk vom Amt Dambeck) ist also auf dem Grunde der Mark Cernitz erbauet“.
Erstmals urkundlich erwähnt wurde der Ort im Jahre 1573 als Amtsvorwerk Zum Newenhofe, welches hart hinter Kuhfelde gelegen war und drei Felder Land umfasste. Das erste vor der Zernitzischen Kirche, das zweite vor dem Propstberge mit Lutkens und Lütke Weschens Kampe… 1711 wurde Niehenhoff bey Kuhfelde genannt. Eine Schäferey der so genante Neue Hoff wurde 1721 erwähnt.
1804 wurde das Vorwerk Neuhof genannt.
In den Jahren 1811 und 1842 hat man die Fundamente der alten Zernitzischen Kirche abgebrochen und dabei mehrere mittelalterliche Eisengeräte gefunden, die in das Museum in Salzwedel kamen.
Im Jahre 1905 gehörte der Ort als Forsthof Neuhof zum Gutsbezirk Ferchau. Durch die Eingemeindung des Gutsbezirks Ferchau in die Landgemeinde Kuhfelde am 30. September 1928 kam Neuhof zu Kuhfelde. In den Jahren 1931 und 1957 wurde der Ort Forsthaus Neuhof genannt. Später verschwand er aus amtlichen Verzeichnissen. In den Jahren 2011 und 2016 wurde der Wohnplatz Neuhof wieder genannt.

## Bevölkerung
| Jahr | Einwohner |
| ---- | --------- |
| 1774 | 06        |
| 1789 | 13        |
| 1798 | 17        |
| 1801 | 16        |
| 1818 | 15        |

| Jahr | Einwohner |
| ---- | --------- |
| 1871 | 31        |
| 1885 | 38        |
| 1895 | 28        |
| 1905 | 25        |

## Persönlichkeiten
- Joachim-Friedrich Huth (1896–1962) in Neuhof geborener Jagdpilot des Ersten Weltkriegs, Generalleutnant im Zweiten Weltkrieg und in der Bundeswehr.

## Religion
Die evangelischen Christen aus Neuhof gehören zur Kirchengemeinde Kuhfelde, die zur Pfarrei Kuhfelde gehörte. Heute gehört die Kirchengemeinde zum Pfarrbereich Salzwedel–St. Katharinen des Kirchenkreises Salzwedel im Propstsprengel Stendal-Magdeburg der Evangelischen Kirche in Mitteldeutschland.